# Ophthalmolycus
Ophthalmolycus es un género de peces de la familia de los Zoarcidae en el orden de los Perciformes

## Especies
- Ophthalmolycus amberensis  Marschoff & Torno 1977
- Ophthalmolycus andersoni  Matallanas, 2009 2009.[1]
- Ophthalmolycus bothriocephalus  Pappenheim, 1912.[2]
- Ophthalmolycus campbellensis  Andriashev & Fedorov, 1986.[3]
- Ophthalmolycus chilensis  Anderson, 1992.[4]
- Ophthalmolycus conorhynchus  Garman, 1899.[5]
- Ophthalmolycus macrops  Günther, 1880.[6][7][8][9][10][11][12][13]